# پیتراکوپا
پیتراکوپا (به ایتالیایی: Pietracupa) یک کومونه در ایتالیا است که در استان کامپوباسو واقع شده‌است.

## خصوصیات
پیتراکوپا ۱۰٫۰ کیلومترمربع مساحت و ۲۴۶ نفر جمعیت دارد.